# Rugby 7 en los Juegos Bolivarianos de 2024
El Rugby 7 en los Juegos Bolivarianos de 2024 se realizó en el Complejo Deportivo Villa María del Triunfo de Lima, Perú, entre el 27 y 29 de noviembre de 2024.
Se disputaron 2 eventos: 1 en masculino y 1 en femenino; según reglamento de la ODEBO y la WR, y bajo planificación de la SAR.

## Equipos participantes

### Femenino
- Bolivia
- Chile
- Colombia
- Ecuador
- Guatemala
- Panamá
- Perú
- República Dominicana

### Masculino
- Chile
- Colombia
- Guatemala
- Panamá
- Perú

## Torneo masculino

### Fase de grupos
| Pos | Países    | Partidos | Partidos | Partidos | Tantos | Tantos | Tantos | Pts |
| Pos | Países    | G        | E        | P        | PF     | PC     | DP     | Pts |
| --- | --------- | -------- | -------- | -------- | ------ | ------ | ------ | --- |
| 1   | Chile     | 4        | 0        | 0        | 156    | 26     | +130   | 12  |
| 2   | Colombia  | 3        | 0        | 1        | 167    | 31     | +136   | 10  |
| 3   | Perú      | 2        | 0        | 2        | 82     | 76     | +6     | 8   |
| 4   | Guatemala | 1        | 0        | 3        | 46     | 121    | -75    | 6   |
| 5   | Panamá    | 0        | 0        | 4        | 5      | 202    | -197   | 4   |

#### Partidos
| 27 de noviembre | Chile | 59 - 0 | Panamá |  |  |

| 27 de noviembre | Colombia | 71 - 0 | Guatemala |  |  |

| 27 de noviembre | Chile | 26 - 7 | Guatemala |  |  |

| 27 de noviembre | Perú | 53 - 0 | Panamá |  |  |

| 27 de noviembre | Guatemala | 32 - 5 | Panamá |  |  |

| 27 de noviembre | Colombia | 19 - 10 | Perú |  |  |

| 28 de noviembre | Colombia | 58 - 0 | Panamá |  |  |

| 28 de noviembre | Chile | 50 - 0 | Perú |  |  |

| 28 de noviembre | Perú | 19 - 7 | Guatemala |  |  |

| 28 de noviembre | Chile | 21 - 19 | Colombia |  |  |

### Fase final

#### Grupo bronce
|  | Ganador medalla de bronce. |

| Pos | Países    | Partidos | Partidos | Partidos | Tantos | Tantos | Tantos | Pts |
| Pos | Países    | G        | E        | P        | PF     | PC     | DP     | Pts |
| --- | --------- | -------- | -------- | -------- | ------ | ------ | ------ | --- |
| 1   | Perú      | 2        | 0        | 0        | 55     | 12     | +43    | 6   |
| 2   | Guatemala | 1        | 0        | 1        | 22     | 31     | -9     | 4   |
| 3   | Panamá    | 0        | 0        | 2        | 7      | 41     | -34    | 2   |

| 28 de noviembre | Perú | 31 - 0 | Panamá |  |  |

| 29 de noviembre | Guatemala | 10 - 7 | Panamá |  |  |

| 29 de noviembre | Perú | 24 - 12 | Guatemala |  |  |

#### Medalla de oro
| 29 de noviembre | Chile | 22 - 5 | Colombia |  |  |

#### Medallero masculino
| Evento | Oro   | Plata    | Bronce |
| ------ | ----- | -------- | ------ |
|        | Chile | Colombia | Perú   |

## Torneo femenino

### Fase de grupos

#### Grupo A
| Pos | Países               | Partidos | Partidos | Partidos | Tantos | Tantos | Tantos | Pts |
| Pos | Países               | G        | E        | P        | PF     | PC     | DP     | Pts |
| --- | -------------------- | -------- | -------- | -------- | ------ | ------ | ------ | --- |
| 1   | Colombia             | 3        | 0        | 0        | 136    | 0      | +136   | 9   |
| 2   | República Dominicana | 2        | 0        | 1        | 46     | 46     | 0      | 7   |
| 3   | Guatemala            | 1        | 0        | 2        | 48     | 79     | -31    | 5   |
| 4   | Ecuador              | 0        | 0        | 3        | 10     | 115    | -105   | 3   |

| 27 de noviembre | Colombia | 29 - 0 | República Dominicana |  |  |

| 27 de noviembre | Guatemala | 36 - 5 | Ecuador |  |  |

| 27 de noviembre | Colombia | 57 - 0 | Ecuador |  |  |

| 27 de noviembre | Guatemala | 12 - 24 | República Dominicana |  |  |

| 28 de noviembre | Colombia | 50 - 0 | Guatemala |  |  |

| 28 de noviembre | Ecuador | 5 - 22 | República Dominicana |  |  |

#### Grupo B
| Pos | Países  | Partidos | Partidos | Partidos | Tantos | Tantos | Tantos | Pts |
| Pos | Países  | G        | E        | P        | PF     | PC     | DP     | Pts |
| --- | ------- | -------- | -------- | -------- | ------ | ------ | ------ | --- |
| 1   | Chile   | 3        | 0        | 0        | 96     | 12     | +84    | 9   |
| 2   | Perú    | 2        | 0        | 1        | 87     | 17     | +70    | 7   |
| 3   | Bolivia | 1        | 0        | 2        | 22     | 99     | -77    | 5   |
| 4   | Panamá  | 0        | 0        | 3        | 22     | 99     | -77    | 3   |

| 27 de noviembre | Chile | 38 - 5 | Panamá |  |  |

| 27 de noviembre | Perú | 41 - 0 | Bolivia |  |  |

| 27 de noviembre | Chile | 41 - 0 | Bolivia |  |  |

| 27 de noviembre | Perú | 39 - 0 | Panamá |  |  |

| 28 de noviembre | Bolivia | 22 - 17 | Panamá |  |  |

| 28 de noviembre | Chile | 17 - 7 | Perú |  |  |

### Fase final

#### Semifinales Quinto puesto
| 28 de noviembre | Guatemala | 27 - 10 | Panamá |  |  |

| 28 de noviembre | Bolivia | 10 - 7 | Ecuador |  |  |

#### Séptimo puesto
| 29 de noviembre | Panamá | 17 - 19 | Ecuador |  |  |

#### Quinto puesto
| 29 de noviembre | Guatemala | 31 - 5 | Bolivia |  |  |

#### Semifinales Campeonato
| 28 de noviembre | Colombia | 31 - 7 | Perú |  |  |

| 28 de noviembre | Chile | 52 - 0 | República Dominicana |  |  |

#### Medalla de bronce
| 29 de noviembre | Perú | 34 - 5 | República Dominicana |  |  |

#### Medalla de oro
| 29 de noviembre | Colombia | 17 - 5 | Chile |  |  |

#### Medallero femenino
| Evento | Oro      | Plata | Bronce |
| ------ | -------- | ----- | ------ |
|        | Colombia | Chile | Perú   |

## Medallero
| Núm. | País     | Oro | Plata | Bronce | Total |
| ---- | -------- | --- | ----- | ------ | ----- |
| 1    | Chile    | 1   | 1     |        | 2     |
| 1    | Colombia | 1   | 1     |        | 2     |
| 3    | Perú     |     |       | 2      | 2     |